# Eclissi solare dell'8 giugno 1937
L'eclissi solare dell'8 giugno 1937 è un evento astronomico che ha avuto luogo il suddetto giorno attorno alle ore 20:41:08 UTC.
Con la durata di 7 minuti e 5 secondi, è stata l'eclissi solare più lunga dall'Eclissi solare del 1º luglio 1098. Un'eclissi solare totale più lunga si è verificata il 20 giugno 1955.